# Un ladro in paradiso
Pour plus de détails, voir Fiche technique et Distribution.
Un ladro in paradiso est une comédie italienne réalisée par Domenico Paolella et sortie en 1952.
Il s'agit d'une adaptation de la pièce éponyme d'Eduardo De Filippo.

## Synopsis
Vincenzo, un escroc napolitain, et son acolyte Gennarino sont contraints de voler pour manger à leur faim. La veille de Noël, Vincenzo vole des lunettes pour sa petite amie Nanninella, mais il est repéré et arrêté sur le champ. En prison, il devient un dévot de Saint Joseph ; à sa sortie, après trois mois, il promet à Nanninella de changer de vie, de trouver un emploi et de l'épouser. Cependant, ne trouvant pas de travail, il retrouve Gennarino et reprend sa vie habituelle d'expédient. Grâce à sa dévotion pour une image du saint, un constructeur leur offre un travail d'ouvrier. Pendant le travail, Gennarino se propose de faire un dernier coup en volant les salaires des ouvriers, mais à ce moment-là, Nanninella arrive et Vincenzo, pour la saluer, pose le pied sur une planche qui se brise et le fait chuter.
Transporté à l'hôpital, très gravement malade, il parle à saint Joseph, pendant l'opération, de son enfance sans père et avec une mère morte alors qu'il n'avait que quelques années, de sa vie d'enfant passée dans la rue, essayant de convaincre saint Joseph qu'il mérite le paradis, se croyant mort. Le saint lui répond au contraire qu'il n'est pas mort et que le paradis se mérite. Lorsqu'il se réveille, le chirurgien lui dit que ce fut l'opération la plus difficile de sa vie, mais qu'il l'a menée à bien. Vincenzino, cependant, lui dit qu'il aurait préféré rester au Paradis plutôt que d'avoir à subir les épreuves d'une nouvelle vie. Quand il apprend que Nanninella attend depuis des heures, il dit à Nanninella et à Gennarino qu'il veut changer de vie.

## Fiche technique
- Titre original italien : Un ladro in paradiso[1]
- Réalisation : Domenico Paolella
- Scénario : Eduardo De Filippo, Giuseppe Marotta (it)
- Photographie : Marco Scarpelli (it)
- Montage : Eraldo Da Roma
- Musique : Nino Rota
- Décors : Domenico Bologna
- Production : Giuseppe Amato
- Société de production : Dear Film
- Pays de production :  Italie
- Langue originale : italien
- Format : noir et blanc - 1,37:1 - Son mono - 35 mm
- Genre : comédie
- Durée : 72 minutes
- Dates de sortie : 
  - Italie : 10 janvier 1952

## Distribution
- Nino Taranto : Vincenzo De Pretore
- Hélène Rémy : Nanninella
- Francesco Golisano : Gennarino
- Carlo Tamberlani : San Giuseppe
- Filippo Scelzo : chirurgien
- Enzo Turco : commissaire
- Fanfulla : bienfaiteur
- Marisa Fimiani : donna Carmela
- Salvatore Costa : don Carmine
- Carlo Delle Piane : l'enfant aux ballons
- Carlo Pisacane : geôlier